# 漕代村
漕代村（こいしろむら）は三重県飯南郡にあった村。現在の松阪市の北東部、櫛田川の下流右岸および祓川の上流左岸にあたる。

## 地理
- 河川：櫛田川、祓川

## 地名
もともと「飯野郡井手郷」という地名だったのが「渭代（いて）郷」となり、これが「漕代」となったという。

## 歴史
- 1889年（明治22年）4月1日 - 町村制の施行により、飯野郡早馬瀬村・高木村・稲木村・横地村・目田村・伊勢場村・法田村の区域をもって漕代村が発足。
- 1896年（明治29年）4月1日 - 所属郡が飯南郡に変更。
- 1955年（昭和30年）4月1日 - 松阪市に編入。同日漕代村廃止。

## 地域

### 教育
- 漕代村立漕代小学校

## 交通

### 鉄道路線
- 近畿日本鉄道
  - 山田線：漕代駅
- 参宮急行電鉄（現・近畿日本鉄道）
  - 伊勢線（1942年廃止）：漕代駅（上記の漕代駅とは別）